# Tour d'Oman 2013
La 4e édition du Tour d'Oman a eu lieu du 11 au 16 février 2013. Organisé par ASO, elle fait partie du calendrier UCI Asia Tour 2013 en catégorie 2.HC.
Vainqueur de la 5e étape, le Britannique Christopher Froome (Sky) s'impose lors de cette édition devant les deux anciens vainqueurs du Tour de France, l'Espagnol Alberto Contador (Saxo-Tinkoff) et l'Australien Cadel Evans (BMC Racing).
Froome remporte également le classement par points, le Français Kenny Elissonde (FDJ) celui de meilleur jeune, le Néerlandais Bobbie Traksel (Champion System) le classement de la combativité alors que la formation américaine BMC Racing s'adjuge le classement par équipes.

## Présentation

### Parcours
La première étape de ce Tour d'Oman semble promise aux sprinteurs, malgré la présence d'une bosse dans la première moitié du parcours. La deuxième étape a un final accidenté : il comprend deux côtes dans les 25 derniers kilomètres, dont celle d'Al Jissah, comprenant des pentes à plus de 10 % et dont le sommet est à moins de 7 km de l'arrivée. La troisième étape, dont le final était déjà présent en 2012, est favorables aux sprinteurs-puncheurs. La quatrième étape se termine par l'ascension du djebel Akhdar (la montagne verte), présente depuis 2011 et décisive pour le classement général. L'avant dernière étape passe trois fois par la côte de Bousher Alamrat dans les 50 derniers kilomètres et convient aux puncheurs. La dernière étape, comme la première, est essentiellement en plaine et un sprint final y est attendu,.

### Équipes
Classé en catégorie 2.HC de l'UCI Asia Tour, le Tour d'Oman est par conséquent ouvert aux UCI ProTeams dans la limite de 50 % des équipes participantes, aux équipes continentales professionnelles, aux équipes continentales et à des équipes nationales.
19 équipes participent à ce Tour d'Oman - 12 ProTeams, 5 équipes continentales professionnelles et 1 équipe nationale :
| Nom de l'équipe         | Pays        | Code |
| ----------------------- | ----------- | ---- |
| AG2R La Mondiale        | France      | ALM  |
| Argos-Shimano           | Pays-Bas    | ARG  |
| Astana                  | Kazakhstan  | AST  |
| BMC Racing              | États-Unis  | BMC  |
| FDJ                     | France      | FDJ  |
| Cannondale              | Italie      | CAN  |
| Omega Pharma-Quick Step | Belgique    | OPQ  |
| Orica-GreenEDGE         | Australie   | OGE  |
| RadioShack-Leopard      | Luxembourg  | RLT  |
| Saxo-Tinkoff            | Danemark    | TST  |
| Sky                     | Royaume-Uni | SKY  |
| Vacansoleil-DCM         | Pays-Bas    | VCD  |

| Nom de l'équipe           | Pays      | Code |
| ------------------------- | --------- | ---- |
| Bardiani Valvole-CSF Inox | Italie    | BAR  |
| Champion System           | Chine     | CSS  |
| IAM                       | Suisse    | IAM  |
| Katusha                   | Russie    | KAT  |
| NetApp-Endura             | Allemagne | TNE  |

| Nom de l'équipe           | Pays  | Code |
| ------------------------- | ----- | ---- |
| Équipe nationale du Japon | Japon | JPN  |

### Favoris
Plusieurs des principaux prétendants à la victoire lors de grands tours participent à cette édition : les Britanniques Bradley Wiggins et Christopher Froome (Sky), les Espagnols Alberto Contador (Saxo-Tinkoff) et Joaquim Rodríguez (Katusha), l'Italien Vincenzo Nibali (Astana) et l'Australien Cadel Evans (BMC Racing) font ainsi figure de favoris de ce Tour d'Oman, avec le vainqueur sortant le Slovaque Peter Velits (Omega Pharma-Quick Step),.

## Étapes
| Étape     | Date       | Villes étapes                                  |  | Distance (km) | Vainqueur d’étape  | Leader du classement général |
| --------- | ---------- | ---------------------------------------------- |  | ------------- | ------------------ | ---------------------------- |
| 1re étape | 11 février | Al Musannah – Sultan Qaboos University         |  | 162           | Marcel Kittel      | Marcel Kittel                |
| 2e étape  | 12 février | Bidbid – Al Bustan                             |  | 146           | Peter Sagan        | Peter Sagan                  |
| 3e étape  | 13 février | Nakhal Fort – Wadi Dayqah Dam                  |  | 190           | Peter Sagan        | Peter Sagan                  |
| 4e étape  | 14 février | Samail – Jabal Al Akhdhar                      |  | 152,5         | Joaquim Rodríguez  | Christopher Froome           |
| 5e étape  | 15 février | Al Alam Palace – Ministry of Housing in Boshar |  | 144           | Christopher Froome | Christopher Froome           |
| 6e étape  | 16 février | Hawit Nagam Park – Corniche de Matrah          |  | 144           | Nacer Bouhanni     | Christopher Froome           |

## Déroulement de la course

### 1reétape
Dès les premiers hectomètres de l'étape, Bobbie Traksel (Champion System) et Kōhei Uchima (Équipe nationale du Japon) s'échappent. Le duo prend rapidement de l'avance : l'écart est déjà de 1 min 30 s au km 5 et grimpe jusqu'à 9 min 25 s, au km 39. Les équipes Argos-Shimano et Orica-GreenEDGE enclenchent alors la poursuite. Les hommes de tête vont ainsi voir leur avance diminuer : de 9 min au sommet de la côte à Rustaq (km 45,5), elle passe à 6 min 45 s au 1er sprint intermédiaire (km 65), remporté par Traskel tandis que Dominique Rollin (FDJ) prend la 3e place. Traskel gagne aussi le 2e sprint intermédiaire, où Sonny Colbrelli (Bardiani Valvole-CSF Inox) règle le peloton.
Au km 134, Uchima file en solitaire, Traskel est lui très vite repris. L'homme de tête résiste plutôt bien, ayant encore 1 min 20 s d'avance à 25 km de l'arrivée et 52 s 5 km plus loin. Il est finalement revu au km 147. Les équipes de sprinteurs vont alors prendre les commandes de la course, et aucune attaque ne sera placée. Marcel Kittel (Argos-Shimano) s'impose au sprint devant Davide Appollonio (AG2R La Mondiale) et Nacer Bouhanni (FDJ). Bradley Wiggins (Sky), qui trainait en queue de peloton, a été retardé par la chute de quatre coureurs dans le final, qui sont classés dans le même temps que Kittel. Wiggins franchit, quant à lui, la ligne avec 1 min 21 s de retard sur le vainqueur du jour, qui s'empare du même coup des maillots rouge, vert et blanc.
|    | Coureur            | Équipe                    |    | Temps           |
| -- | ------------------ | ------------------------- | -- | --------------- |
| 1  | Marcel Kittel      | Argos-Shimano             | en | 4 h 04 min 59 s |
| 2  | Davide Appollonio  | AG2R La Mondiale          | +  | m.t             |
| 3  | Nacer Bouhanni     | FDJ                       |    | m.t             |
| 4  | Alexander Kristoff | Katusha                   |    | m.t             |
| 5  | Tom Boonen         | Omega Pharma-Quick Step   |    | m.t             |
| 6  | Taylor Phinney     | BMC Racing                |    | m.t             |
| 7  | Filippo Fortin     | Bardiani Valvole-CSF Inox |    | m.t             |
| 8  | Kristof Goddaert   | IAM                       |    | m.t             |
| 9  | Elia Viviani       | Cannondale                |    | m.t             |
| 10 | Jacopo Guarnieri   | Astana                    |    | m.t             |

|    | Coureur            | Équipe                    |    | Temps           |
| -- | ------------------ | ------------------------- | -- | --------------- |
| 1  | Marcel Kittel      | Argos-Shimano             | en | 4 h 04 min 49 s |
| 2  | Davide Appollonio  | AG2R La Mondiale          | +  | 4 s             |
| 3  | Bobbie Traksel     | Champion System           |    | 4 s             |
| 4  | Nacer Bouhanni     | FDJ                       |    | 6 s             |
| 5  | Dominique Rollin   | FDJ                       |    | 9 s             |
| 6  | Sonny Colbrelli    | Bardiani Valvole-CSF Inox |    | 9 s             |
| 7  | Alexander Kristoff | Katusha                   |    | 10 s            |
| 8  | Tom Boonen         | Omega Pharma-Quick Step   |    | 10 s            |
| 9  | Taylor Phinney     | BMC Racing                |    | 10 s            |
| 10 | Filippo Fortin     | Bardiani Valvole-CSF Inox |    | 10 s            |

### 2eétape
Alors que Kristof Goddaert (IAM) chute dès le départ de l'étape, Bobbie Traksel (Champion System) et Tomohiro Kinoshita (Équipe nationale du Japon) s'échappent au km 4. Comme la veille, le duo de tête va rapidement prendre le large : l'écart avec le peloton est de 2 min 10 s au km 8 et de 5 min 40 s au km 27. Traksel remporte le 1er sprint intermédiaire (km 32), tandis que le maillot rouge Marcel Kittel (Argos-Shimano) règle le sprint du peloton pour la 3e place, à 5 min 20 s. Les équipes Argos-Shimano et Cannondale contrôlent alors l'écart autour des 5 min. Les hommes de tête vont ensuite reprendre du champ, et ont jusqu'à 6 min 25 s d'avance, au km 62. Puis, le peloton va sérieusement enclencher la poursuite et les échappés n'ont plus que 4 min 30 s d'avance au ravitaillement (km 83).
L'écart n'est plus que de 50 s au moment d'aborder la montée d'Al Hamriya. Traksel est lâche prise rapidement, Kinoshita est lui aussi repris avant le sommet. Paul Voss (NetApp-Endura) attaque peu avant le sommet et le franchit en tête, avec 17 s d'avance sur le peloton. Voss est cependant vite revu, tandis que l'équipe Sky a pris les commandes du peloton. Le 2e sprint intermédiaire (km 135,5) est remporté par Dmitriy Gruzdev (Astana), devant Richie Porte et Peter Kennaugh (Sky). Dans la côte d'Al Jissah, Alberto Contador (Saxo-Tinkoff) et Rinaldo Nocentini (AG2R La Mondiale), notamment, attaquent, mais c'est un groupe d'un cinquantaine d'éléments qui aborde la descente en tête. Kittel a été lâché dans l'ascension et n'y figure pas. Martin Elmiger (IAM), Tony Gallopin (RadioShack-Leopard) et Vincenzo Nibali (Astana) profitent de la dernière petite bosse pour s'extirper de ce groupe. Le trio est ensuite rejoint par Peter Sagan (Cannondale), qui attaque aussitôt et s'impose 5 s devant eux. Zdeněk Štybar (Omega Pharma-Quick Step) et Christopher Froome (Sky) terminent à 7 s et le reste du groupe des favoris, composé exactement de 40 coureurs, à 11 s. Peter Sagan s'empare de la tête du classement général, ainsi que du maillot blanc, tandis que Marcel Kittel conserve le maillot vert, grâce à son point obtenu lors du 1er sprint intermédiaire.
|    | Coureur            | Équipe                  |    | Temps           |
| -- | ------------------ | ----------------------- | -- | --------------- |
| 1  | Peter Sagan        | Cannondale              | en | 3 h 48 min 36 s |
| 2  | Tony Gallopin      | RadioShack-Leopard      | +  | 5 s             |
| 3  | Martin Elmiger     | IAM                     |    | 5 s             |
| 4  | Vincenzo Nibali    | Astana                  |    | 5 s             |
| 5  | Zdeněk Štybar      | Omega Pharma-Quick Step |    | 7 s             |
| 6  | Christopher Froome | Sky                     |    | 7 s             |
| 7  | Marco Bandiera     | IAM                     |    | 11 s            |
| 8  | Marco Marcato      | Vacansoleil-DCM         |    | 11 s            |
| 9  | Daryl Impey        | Orica-GreenEDGE         |    | 11 s            |
| 10 | Nacer Bouhanni     | FDJ                     |    | 11 s            |

|    | Coureur            | Équipe                  |    | Temps           |
| -- | ------------------ | ----------------------- | -- | --------------- |
| 1  | Peter Sagan        | Cannondale              | en | 7 h 53 min 25 s |
| 2  | Tony Gallopin      | RadioShack-Leopard      | +  | 9 s             |
| 3  | Martin Elmiger     | IAM                     |    | 11 s            |
| 4  | Vincenzo Nibali    | Astana                  |    | 15 s            |
| 5  | Nacer Bouhanni     | FDJ                     |    | 17 s            |
| 6  | Christopher Froome | Sky                     |    | 17 s            |
| 7  | Zdeněk Štybar      | Omega Pharma-Quick Step |    | 17 s            |
| 8  | Stijn Vandenbergh  | Omega Pharma-Quick Step |    | 21 s            |
| 9  | Marco Marcato      | Vacansoleil-DCM         |    | 21 s            |
| 10 | Peter Velits       | Omega Pharma-Quick Step |    | 21 s            |

### 3eétape
|    | Coureur           | Équipe                    |    | Temps           |
| -- | ----------------- | ------------------------- | -- | --------------- |
| 1  | Peter Sagan       | Cannondale                | en | 5 h 06 min 28 s |
| 2  | Greg Van Avermaet | BMC Racing                | +  | 1 s             |
| 3  | Tony Gallopin     | RadioShack-Leopard        |    | 1 s             |
| 4  | Alberto Contador  | Saxo-Tinkoff              |    | 1 s             |
| 5  | Marco Marcato     | Vacansoleil-DCM           |    | 1 s             |
| 6  | Andrea Pasqualon  | Bardiani Valvole-CSF Inox |    | 4 s             |
| 7  | Philippe Gilbert  | BMC Racing                |    | 4 s             |
| 8  | Rinaldo Nocentini | AG2R La Mondiale          |    | 4 s             |
| 9  | Peter Velits      | Omega Pharma-Quick Step   |    | 4 s             |
| 10 | Nacer Bouhanni    | FDJ                       |    | 4 s             |

|    | Coureur           | Équipe                    |    | Temps            |
| -- | ----------------- | ------------------------- | -- | ---------------- |
| 1  | Peter Sagan       | Cannondale                | en | 12 h 59 min 43 s |
| 2  | Tony Gallopin     | RadioShack-Leopard        | +  | 16 s             |
| 3  | Greg Van Avermaet | BMC Racing                |    | 26 s             |
| 4  | Martin Elmiger    | IAM                       |    | 30 s             |
| 5  | Nacer Bouhanni    | FDJ                       |    | 31 s             |
| 6  | Marco Marcato     | Vacansoleil-DCM           |    | 32 s             |
| 7  | Alberto Contador  | Saxo-Tinkoff              |    | 32 s             |
| 8  | Vincenzo Nibali   | Astana                    |    | 33 s             |
| 9  | Peter Velits      | Omega Pharma-Quick Step   |    | 35 s             |
| 10 | Andrea Pasqualon  | Bardiani Valvole-CSF Inox |    | 35 s             |

### 4eétape
|    | Coureur            | Équipe           |    | Temps           |
| -- | ------------------ | ---------------- | -- | --------------- |
| 1  | Joaquim Rodríguez  | Katusha          | en | 3 h 34 min 48 s |
| 2  | Christopher Froome | Sky              | +  | 4 s             |
| 3  | Cadel Evans        | BMC Racing       |    | 22 s            |
| 4  | Alberto Contador   | Saxo-Tinkoff     |    | 27 s            |
| 5  | Vincenzo Nibali    | Astana           |    | 35 s            |
| 6  | Kenny Elissonde    | FDJ              |    | 43 s            |
| 7  | Johann Tschopp     | IAM              |    | 52 s            |
| 8  | Rinaldo Nocentini  | AG2R La Mondiale |    | 57 s            |
| 9  | Arnold Jeannesson  | FDJ              |    | 1 min 01 s      |
| 10 | Yannick Eijssen    | BMC Racing       |    | 1 min 09 s      |

|    | Coureur            | Équipe           |    | Temps            |
| -- | ------------------ | ---------------- | -- | ---------------- |
| 1  | Christopher Froome | Sky              | en | 16 h 35 min 05 s |
| 2  | Cadel Evans        | BMC Racing       | +  | 24 s             |
| 3  | Alberto Contador   | Saxo-Tinkoff     |    | 25 s             |
| 4  | Vincenzo Nibali    | Astana           |    | 34 s             |
| 5  | Joaquim Rodríguez  | Katusha          |    | 45 s             |
| 6  | Kenny Elissonde    | FDJ              |    | 49 s             |
| 7  | Rinaldo Nocentini  | AG2R La Mondiale |    | 58 s             |
| 8  | Johann Tschopp     | IAM              |    | 58 s             |
| 9  | Maxime Bouet       | AG2R La Mondiale |    | 1 min 15 s       |
| 10 | Arnold Jeannesson  | FDJ              |    | 1 min 23 s       |

### 5eétape
|    | Coureur                  | Équipe                  |    | Temps           |
| -- | ------------------------ | ----------------------- | -- | --------------- |
| 1  | Christopher Froome       | Sky                     | en | 3 h 29 min 19 s |
| 2  | Alberto Contador         | Saxo-Tinkoff            | +  | 0 s             |
| 3  | Joaquim Rodríguez        | Katusha                 |    | 0 s             |
| 4  | Daryl Impey              | Orica-GreenEDGE         |    | 4 s             |
| 5  | Zdeněk Štybar            | Omega Pharma-Quick Step |    | 4 s             |
| 6  | Rinaldo Nocentini        | AG2R La Mondiale        |    | 4 s             |
| 7  | Johann Tschopp           | IAM                     |    | 4 s             |
| 8  | Cadel Evans              | BMC Racing              |    | 4 s             |
| 9  | Jesús Hernández Blázquez | Saxo-Tinkoff            |    | 4 s             |
| 10 | Domenico Pozzovivo       | AG2R La Mondiale        |    | 8 s             |

|    | Coureur            | Équipe           |    | Temps            |
| -- | ------------------ | ---------------- | -- | ---------------- |
| 1  | Christopher Froome | Sky              | en | 20 h 04 min 13 s |
| 2  | Alberto Contador   | Saxo-Tinkoff     | +  | 27 s             |
| 3  | Cadel Evans        | BMC Racing       |    | 39 s             |
| 4  | Joaquim Rodríguez  | Katusha          |    | 50 s             |
| 5  | Rinaldo Nocentini  | AG2R La Mondiale |    | 1 min 13 s       |
| 6  | Johann Tschopp     | IAM              |    | 1 min 13 s       |
| 7  | Vincenzo Nibali    | Astana           |    | 1 min 19 s       |
| 8  | Kenny Elissonde    | FDJ              |    | 1 min 34 s       |
| 9  | Domenico Pozzovivo | AG2R La Mondiale |    | 1 min 44 s       |
| 10 | Maxime Bouet       | AG2R La Mondiale |    | 2 min 00 s       |

### 6eétape
|    | Coureur          | Équipe                    |    | Temps           |
| -- | ---------------- | ------------------------- | -- | --------------- |
| 1  | Nacer Bouhanni   | FDJ                       | en | 3 h 24 min 20 s |
| 2  | Matthew Goss     | Orica-GreenEDGE           | +  | m.t             |
| 3  | Taylor Phinney   | BMC Racing                |    | m.t             |
| 4  | Elia Viviani     | Cannondale                |    | m.t             |
| 5  | Borut Božič      | Astana                    |    | m.t             |
| 6  | Daryl Impey      | Orica-GreenEDGE           |    | m.t             |
| 7  | Tom Boonen       | Omega Pharma-Quick Step   |    | m.t             |
| 8  | Danny van Poppel | Vacansoleil-DCM           |    | m.t             |
| 9  | Blaž Jarc        | NetApp-Endura             |    | m.t             |
| 10 | Marco Coledan    | Bardiani Valvole-CSF Inox |    | m.t             |

|    | Coureur            | Équipe           |    | Temps            |
| -- | ------------------ | ---------------- | -- | ---------------- |
| 1  | Christopher Froome | Sky              | en | 23 h 28 min 33 s |
| 2  | Alberto Contador   | Saxo-Tinkoff     | +  | 27 s             |
| 3  | Cadel Evans        | BMC Racing       |    | 39 s             |
| 4  | Joaquim Rodríguez  | Katusha          |    | 50 s             |
| 5  | Rinaldo Nocentini  | AG2R La Mondiale |    | 1 min 13 s       |
| 6  | Johann Tschopp     | IAM              |    | 1 min 13 s       |
| 7  | Vincenzo Nibali    | Astana           |    | 1 min 19 s       |
| 8  | Kenny Elissonde    | FDJ              |    | 1 min 34 s       |
| 9  | Domenico Pozzovivo | AG2R La Mondiale |    | 1 min 44 s       |
| 10 | Maxime Bouet       | AG2R La Mondiale |    | 1 min 57 s       |

## Classements finals

### Classement général
|    | Cycliste           | Pays        | Équipe           |    | Temps            |
| -- | ------------------ | ----------- | ---------------- | -- | ---------------- |
| 1  | Christopher Froome | Royaume-Uni | Sky              | en | 23 h 28 min 33 s |
| 2  | Alberto Contador   | Espagne     | Saxo-Tinkoff     | +  | 27 s             |
| 3  | Cadel Evans        | Australie   | BMC Racing       |    | 39 s             |
| 4  | Joaquim Rodríguez  | Espagne     | Katusha          |    | 50 s             |
| 5  | Rinaldo Nocentini  | Italie      | AG2R La Mondiale |    | 1 min 13 s       |
| 6  | Johann Tschopp     | Suisse      | IAM              |    | 1 min 13 s       |
| 7  | Vincenzo Nibali    | Italie      | Astana           |    | 1 min 19 s       |
| 8  | Kenny Elissonde    | France      | FDJ              |    | 1 min 34 s       |
| 9  | Domenico Pozzovivo | Italie      | AG2R La Mondiale |    | 1 min 44 s       |
| 10 | Maxime Bouet       | France      | AG2R La Mondiale |    | 1 min 57 s       |

### Classements annexes
|   | Cycliste           | Équipe       | Points |
| - | ------------------ | ------------ | ------ |
| 1 | Christopher Froome | Sky          | 33     |
| 2 | Alberto Contador   | Saxo-Tinkoff | 29     |
| 3 | Joaquim Rodríguez  | Katusha      | 26     |

|   | Cycliste        | Équipe     |    | Temps            |
| - | --------------- | ---------- | -- | ---------------- |
| 1 | Kenny Elissonde | FDJ        | en | 23 h 30 min 07 s |
| 2 | Yannick Eijssen | BMC Racing | +  | 35 s             |
| 3 | Geoffrey Soupe  | FDJ        |    | 1 min 18 s       |

|   | Équipe           | Pays       |    | Temps            |
| - | ---------------- | ---------- | -- | ---------------- |
| 1 | BMC Racing       | États-Unis | en | 70 h 30 min 18 s |
| 2 | AG2R La Mondiale | France     | +  | 18 s             |
| 3 | FDJ              | France     |    | 2 min 51 s       |

|   | Cycliste                 | Équipe                    | Points |
| - | ------------------------ | ------------------------- | ------ |
| 1 | Bobbie Traksel           | Champion System           | 17     |
| 2 | Jesús Hernández Blázquez | Saxo-Tinkoff              | 9      |
| 3 | Christian Delle Stelle   | Bardiani Valvole-CSF Inox | 8      |

## Évolution des classements
| Étape              | Vainqueur          | Classement général | Classement par points | Classement du meilleur jeune | Classement par équipes    | Classement de la combativité |
| ------------------ | ------------------ | ------------------ | --------------------- | ---------------------------- | ------------------------- | ---------------------------- |
| 1                  | Marcel Kittel      | Marcel Kittel      | Marcel Kittel         | Marcel Kittel                | Bardiani Valvole-CSF Inox | Bobbie Traksel               |
| 2                  | Peter Sagan        | Peter Sagan        | Marcel Kittel         | Peter Sagan                  | Cannondale                | Bobbie Traksel               |
| 3                  | Peter Sagan        | Peter Sagan        | Peter Sagan           | Peter Sagan                  | BMC Racing                | Bobbie Traksel               |
| 4                  | Joaquim Rodríguez  | Christopher Froome | Peter Sagan           | Kenny Elissonde              | BMC Racing                | Bobbie Traksel               |
| 5                  | Christopher Froome | Christopher Froome | Christopher Froome    | Kenny Elissonde              | BMC Racing                | Bobbie Traksel               |
| 6                  | Nacer Bouhanni     | Christopher Froome | Christopher Froome    | Kenny Elissonde              | BMC Racing                | Bobbie Traksel               |
| Classements finals | Classements finals | Christopher Froome | Christopher Froome    | Kenny Elissonde              | BMC Racing                | Bobbie Traksel               |

## Liste des participants
- Liste de départ complète

| Légende | Légende                                                                                                  | Légende | Légende                                                                                         |
| ------- | --- | ------- | ----------------------------------------------------------------------------------------------- |
| Num     | Dossard de départ porté par le coureur sur ce Tour d'Oman                                                | Pos     | Position finale au classement général                                                           |
|         | Indique le vainqueur du classement général                                                               |         | Indique le vainqueur du classement du meilleur jeune                                            |
|         | Indique le vainqueur du classement par points                                                            |         | Indique le vainqueur du classement de la combativité                                            |
| #       | Indique la meilleure équipe                                                                              |         |                                                                                                 |
| NP      | Indique un coureur qui n'a pas pris le départ d'une étape, suivi du numéro de l'étape où il s'est retiré | AB      | Indique un coureur qui n'a pas terminé une étape, suivi du numéro de l'étape où il s'est retiré |
| HD      | Indique un coureur qui a terminé une étape hors des délais, suivi du numéro de l'étape                   | *       | Indique un coureur en lice pour le maillot blanc (coureurs nés après le 1er janvier 1988)       |

| Omega Pharma-Quick Step OPQ | Omega Pharma-Quick Step OPQ                 | Omega Pharma-Quick Step OPQ |
| --------------------------- | ------------------------------------------- | --------------------------- |
| Num                         | Coureur                                     | Pos                         |
| 1                           | Peter Velits (SVK)                          | 20e                         |
| 2                           | Tom Boonen (BEL) → Champion de Belgique     | 83e                         |
| 3                           | Gianni Meersman (BEL)                       | 38e                         |
| 4                           | Zdeněk Štybar (CZE)                         | 12e                         |
| 5                           | Niki Terpstra (NED) → Champion des Pays-Bas | 63e                         |
| 6                           | Matteo Trentin (ITA)*                       | 46e                         |
| 7                           | Guillaume Van Keirsbulck (BEL)*             | 54e                         |
| 8                           | Stijn Vandenbergh (BEL)                     | 45e                         |

| Sky SKY | Sky SKY                  | Sky SKY |
| ------- | ------------------------ | ------- |
| Num     | Coureur                  | Pos     |
| 11      | Christopher Froome (GBR) | 1er     |
| 12      | Dario Cataldo (ITA)      | 41e     |
| 13      | Joe Dombrowski (USA)*    | 66e     |
| 14      | Peter Kennaugh (GBR)*    | 75e     |
| 15      | Vasil Kiryienka (BLR)    | 133e    |
| 16      | Christian Knees (GER)    | 104e    |
| 17      | Richie Porte (AUS)       | 37e     |
| 18      | Bradley Wiggins (GBR)    | 74e     |

| BMC Racing # BMC | BMC Racing # BMC                           | BMC Racing # BMC |
| ---------------- | ------------------------------------------ | ---------------- |
| Num              | Coureur                                    | Pos              |
| 21               | Philippe Gilbert (BEL) → Champion du Monde | 21e              |
| 22               | Brent Bookwalter (USA)                     | 48e              |
| 23               | Steve Cummings (GBR)                       | 16e              |
| 24               | Yannick Eijssen (BEL)*                     | 13e              |
| 25               | Cadel Evans (AUS)                          | 3e               |
| 26               | Taylor Phinney (USA)*                      | 68e              |
| 27               | Michael Schär (SUI)                        | 23e              |
| 28               | Greg Van Avermaet (BEL)                    | 27e              |

| RadioShack-Leopard RLT | RadioShack-Leopard RLT                               | RadioShack-Leopard RLT |
| ---------------------- | ---------------------------------------------------- | ---------------------- |
| Num                    | Coureur                                              | Pos                    |
| 31                     | Fabian Cancellara (SUI)                              | 44e                    |
| 32                     | Matthew Busche (USA)                                 | 17e                    |
| 33                     | Stijn Devolder (BEL)                                 | 92e                    |
| 34                     | Tony Gallopin (FRA)*                                 | 28e                    |
| 35                     | Markel Irizar (ESP)                                  | 43e                    |
| 36                     | Yaroslav Popovych (UKR)                              | 65e                    |
| 37                     | Grégory Rast (SUI)                                   | 77e                    |
| 38                     | Hayden Roulston (NZL) → Champion de Nouvelle-Zélande | 56e                    |

| Saxo-Tinkoff TST | Saxo-Tinkoff TST               | Saxo-Tinkoff TST |
| ---------------- | ------------------------------ | ---------------- |
| Num              | Coureur                        | Pos              |
| 41               | Alberto Contador (ESP)         | 2e               |
| 42               | Daniele Bennati (ITA)          | 103e             |
| 43               | Matti Breschel (DEN)           | 34e              |
| 44               | Jesús Hernández Blázquez (ESP) | 39e              |
| 46               | Marko Kump (SLO)*              | 119e             |
| 47               | Anders Lund (DEN)              | 113e             |
| 48               | Matteo Tosatto (ITA)           | 89e              |

| Astana AST | Astana AST                               | Astana AST |
| ---------- | ---------------------------------------- | ---------- |
| Num        | Coureur                                  | Pos        |
| 51         | Vincenzo Nibali (ITA)                    | 7e         |
| 52         | Borut Božič (SLO) → Champion de Slovénie | 57e        |
| 53         | Andriy Grivko (UKR) → Champion d'Ukraine | 19e        |
| 54         | Dmitriy Gruzdev (KAZ)                    | 93e        |
| 55         | Jacopo Guarnieri (ITA)                   | 124e       |
| 56         | Evan Huffman (USA)*                      | 108e       |
| 57         | Arman Kamyshev (KAZ)*                    | 96e        |
| 58         | Dmitriy Muravyev (KAZ)                   | 106e       |

| Cannondale CAN | Cannondale CAN                             | Cannondale CAN |
| -------------- | ------------------------------------------ | -------------- |
| Num            | Coureur                                    | Pos            |
| 61             | Peter Sagan (SVK)* → Champion de Slovaquie | NP-5           |
| 62             | Maciej Bodnar (POL)                        | 52e            |
| 63             | Guillaume Boivin (CAN)*                    | AB-5           |
| 64             | Alessandro De Marchi (ITA)                 | 47e            |
| 65             | Kristjan Koren (SLO)                       | 62e            |
| 66             | Daniele Ratto (ITA)*                       | 50e            |
| 67             | Fabio Sabatini (ITA)                       | 80e            |
| 68             | Elia Viviani (ITA)*                        | 91e            |

| Argos-Shimano ARG | Argos-Shimano ARG      | Argos-Shimano ARG |
| ----------------- | ---------------------- | ----------------- |
| Num               | Coureur                | Pos               |
| 71                | Marcel Kittel (GER)*   | AB-6              |
| 72                | Nikias Arndt (GER)*    | 70e               |
| 73                | Roy Curvers (NED)      | 76e               |
| 74                | John Degenkolb (GER)*  | 67e               |
| 75                | Luka Mezgec (SLO)*     | 51e               |
| 76                | Ramon Sinkeldam (NED)* | 102e              |
| 77                | Tom Stamsnijder (NED)  | 128e              |
| 78                | Tom Veelers (NED)      | 122e              |

| Katusha KAT | Katusha KAT                 | Katusha KAT |
| ----------- | --------------------------- | ----------- |
| Num         | Coureur                     | Pos         |
| 81          | Joaquim Rodríguez (ESP)     | 4e          |
| 82          | Pavel Brutt (RUS)           | 29e         |
| 83          | Marco Haller (AUT)*         | 120e        |
| 84          | Vladimir Isaychev (RUS)     | 90e         |
| 85          | Alexander Kristoff (NOR)    | 78e         |
| 86          | Aliaksandr Kuschynski (BLR) | 60e         |
| 87          | Rüdiger Selig (GER)*        | 105e        |
| 68          | Gatis Smukulis (LAT)        | 101e        |

| FDJ | FDJ                                        | FDJ  |
| --- | ------------------------------------------ | ---- |
| Num | Coureur                                    | Pos  |
| 91  | Nacer Bouhanni (FRA)* → Champion de France | 86e  |
| 92  | William Bonnet (FRA)                       | 82e  |
| 93  | David Boucher (FRA)                        | 100e |
| 94  | Kenny Elissonde (FRA)*                     | 8e   |
| 95  | Murilo Fischer (BRA)                       | 81e  |
| 96  | Arnold Jeannesson (FRA)                    | 22e  |
| 97  | Dominique Rollin (CAN)                     | AB-5 |
| 98  | Geoffrey Soupe (FRA)*                      | 18e  |

| Orica-GreenEDGE OGE | Orica-GreenEDGE OGE    | Orica-GreenEDGE OGE |
| ------------------- | ---------------------- | ------------------- |
| Num                 | Coureur                | Pos                 |
| 101                 | Matthew Goss (AUS)     | 116e                |
| 102                 | Fumiyuki Beppu (JPN)   | 59e                 |
| 103                 | Sam Bewley (NZL)       | 94e                 |
| 104                 | Baden Cooke (AUS)      | 112e                |
| 105                 | Daryl Impey (RSA)      | 11e                 |
| 106                 | Jens Keukeleire (BEL)* | 40e                 |
| 107                 | Brett Lancaster (AUS)  | AB-6                |
| 108                 | Jens Mouris (NED)      | 111e                |

| AG2R La Mondiale ALM | AG2R La Mondiale ALM                            | AG2R La Mondiale ALM |
| -------------------- | ----------------------------------------------- | -------------------- |
| Num                  | Coureur                                         | Pos                  |
| 111                  | Domenico Pozzovivo (ITA)                        | 9e                   |
| 112                  | Davide Appollonio (ITA)*                        | 95e                  |
| 113                  | Gediminas Bagdonas (LTU) → Champion de Lituanie | 98e                  |
| 114                  | Maxime Bouet (FRA)                              | 10e                  |
| 115                  | Steve Chainel (FRA)                             | 84e                  |
| 116                  | Valentin Iglinskiy (KAZ)                        | 121e                 |
| 117                  | Sébastien Minard (FRA)                          | 69e                  |
| 118                  | Rinaldo Nocentini (ITA)                         | 5e                   |

| NetApp-Endura TNE | NetApp-Endura TNE          | NetApp-Endura TNE |
| ----------------- | -------------------------- | ----------------- |
| Num               | Coureur                    | Pos               |
| 121               | Paul Voss (GER)            | 14e               |
| 122               | Zakkari Dempster (AUS)     | 73e               |
| 123               | Russell Downing (GBR)      | 88e               |
| 124               | Markus Eichler (GER)       | 115e              |
| 125               | Blaž Jarc (SLO)*           | 99e               |
| 126               | Erick Rowsell (GBR)*       | 118e              |
| 127               | Andreas Schillinger (GER)  | 53e               |
| 128               | Alexander Wetterhall (SWE) | 85e               |

| IAM | IAM                     | IAM |
| --- | ----------------------- | --- |
| Num | Coureur                 | Pos |
| 131 | Johann Tschopp (SUI)    | 6e  |
| 132 | Marco Bandiera (ITA)    | 55e |
| 133 | Martin Elmiger (SUI)    | 15e |
| 134 | Jonathan Fumeaux (SUI)* | 42e |
| 135 | Kristof Goddaert (BEL)  | 58e |
| 136 | Sébastien Hinault (FRA) | 64e |
| 137 | Reto Hollenstein (SUI)  | 35e |
| 138 | Pirmin Lang (SUI)       | 79e |

| Vacansoleil-DCM VCD | Vacansoleil-DCM VCD                              | Vacansoleil-DCM VCD |
| ------------------- | ------------------------------------------------ | ------------------- |
| Num                 | Coureur                                          | Pos                 |
| 141                 | Marco Marcato (ITA)                              | 31e                 |
| 142                 | Wesley Kreder (NED)*                             | 127e                |
| 143                 | Sergueï Lagoutine (UZB) → Champion d'Ouzbékistan | 25e                 |
| 144                 | Wouter Mol (NED)                                 | 107e                |
| 145                 | Rob Ruijgh (NED)                                 | 30e                 |
| 146                 | Kenny van Hummel (NED)                           | 129e                |
| 147                 | Boy van Poppel (NED)*                            | 61e                 |
| 148                 | Danny van Poppel (NED)*                          | 97e                 |

| Bardiani Valvole-CSF Inox BAR | Bardiani Valvole-CSF Inox BAR | Bardiani Valvole-CSF Inox BAR |
| ----------------------------- | ----------------------------- | ----------------------------- |
| Num                           | Coureur                       | Pos                           |
| 151                           | Filippo Fortin (ITA)*         | 126e                          |
| 152                           | Marco Canola (ITA)*           | 24e                           |
| 153                           | Sonny Colbrelli (ITA)*        | 49e                           |
| 154                           | Marco Coledan (ITA)*          | 125e                          |
| 155                           | Christian Delle Stelle (ITA)* | 131e                          |
| 156                           | Andrea Di Corrado (ITA)*      | 114e                          |
| 157                           | Andrea Pasqualon (ITA)*       | 26e                           |

| Champion System CSS | Champion System CSS                             | Champion System CSS |
| ------------------- | ----------------------------------------------- | ------------------- |
| Num                 | Coureur                                         | Pos                 |
| 161                 | Xu Gang (CHN) → Champion de Chine               | 87e                 |
| 162                 | Matthew Brammeier (IRL) → Champion d'Irlande    | 110e                |
| 163                 | Chung Feng (CHN)*                               | 33e                 |
| 164                 | Matthias Friedemann (GER)                       | 123e                |
| 165                 | Chan Jae Jang (KOR)* → Champion de Corée du Sud | 134e                |
| 166                 | Jiao Pengda (CHN)                               | 109e                |
| 167                 | Ryota Nishizono (JPN)                           | 36e                 |
| 168                 | Bobbie Traksel (NED)                            | 135e                |

| Équipe nationale du Japon JPN | Équipe nationale du Japon JPN | Équipe nationale du Japon JPN |
| ----------------------------- | ----------------------------- | ----------------------------- |
| Num                           | Coureur                       | Pos                           |
| 171                           | Junya Sano (JPN)              | 72e                           |
| 172                           | Yusuke Hatanaka (JPN)         | 137e                          |
| 173                           | Tomohiro Kinoshita (JPN)*     | 136e                          |
| 174                           | Kazuhiro Mori (JPN)           | 117e                          |
| 175                           | Taiji Nishitani (JPN)         | 32e                           |
| 176                           | Yuzuru Suzuki (JPN)           | 71e                           |
| 177                           | Kōhei Uchima (JPN)*           | 130e                          |